# Чханвон
Чханво́н (кор. 창원시, 昌原市, Changwon-si) — місто і столиця провінції Кьонсан-Намдо, Південна Корея. Місто розташоване приблизно в 40 кілометрах на захід від Пусану.

## Історія
Чханвон — одне з небагатьох міст Кореї, побудованих за попередньо розробленим планом. У 1974 році тут почалося будівництво великого військово-промислового і житлового центру, який відтоді сильно розрісся. До цього територія сучасного Чханвон була сільською місцевістю. У давнину в епоху Самхан ця територія належала племінному союзу Пьонхан. Потім, після об'єднання Корейського півострова під владою держави Об'єднане Сілла, тут розташовувався повіт Ийан (Ийан-хен), який в епоху династії Корьо був перейменований в Ийчхан (Ийчхан-хен). Вперше назва «Чханвон» з'явилася в 1414 році з формуванням адміністративного округу Чханвон-бу. Статус міста (сі) отримав у 1980 році.

## Географія
Чханвон розташований в південно-східній частині Корейського півострова, біля міст Масан та Пусан. Оточений горами Тамсан (висота 656 метрів) на північному заході, Чондансан (567 метрів) на сході, Пульмосан (802 метри) на південному сході і Паньонсан (528 метри) на півдні. Має прибережну лінію протяжністю 12,6 км (на Масанській затоці). Через місто протікають струмки Недончхон і Чханвончхон.
Клімат міста мусон, середньорічна температура та середньорічна кількість опадів (у період з 1992 по 2001 роки) становлять 15°С і 1395 мм відповідно.

## Адміністративний поділ
Чханвон адміністративно ділиться на 5 муніципальних округів «ку».
| Карта          | Карта      | Карта      |
| Район          | Хангиль    | Ханча      |
| -------------- | ---------- | ---------- |
| Ийчхан-гу      | 의창구     | 義昌區     |
| Сонсан-гу      | 성산구     | 城山區     |
| Масанхаппхо-гу | 마산합포구 | 馬山合浦區 |
| Масанхвевон-гу | 마산회원구 | 馬山會原區 |
| Чинхе-гу       | 진해구     | 鎭海區     |

## Економіка
Спочатку в 1970-х роках Чханвон будувався як основний центр вітчизняної військової промисловості. Тут виробляються танки, артилерія, авіаційна техніка тощо У 1990-і роки в Чханвоні було зосереджено 70 відсотків всього південнокорейського військового виробництва. Разом з тим випускається і продукція цивільного призначення. У Чханвоні розташовані виробничі потужності головних корейських корпорацій: Samsung і LG Electronics (побутова електроніка), GM Korea (автомобілі), Hyundai Wia (автокомпоненти), Hyundai Rotem (залізнична техніка), Samsung Techwin (системи відеоспостереження, енергетичне та авіаційне обладнання), Doosan Heavy Industries & Construction (енергетичне обладнання), Doosan Infracore (будівельна техніка), Doosan Engine (дизельні двигуни), STX Corporation (суднобудування). Чханвонський промисловий комплекс працює з 1978 року. Частка продукції цього комплексу в загальному експорті країни становить 3,8 % (близько 7 млрд доларів).

## Туризм і пам'ятки
Попри те, що Чханвон це насамперед великий промисловий центр, тут багато зелених насаджень і парків.
Головна природна пам'ятка міста — резервуар Чунамхо, найбільший в Кореї центр міграції птахів. Під час зимової міграції тут можна бачити кілька десятків тисяч птахів.
Серед стародавніх цінностей, що дійшли до наших днів, слід зазначити Сонджунса, буддійський монастир IX століття (епоха держави Об'єднане Сілла).

## Символи
Як й інші міста і повіти Південної Кореї, Чханвон має ряд символів:
- Дерево: сосна — символізує точність і справедливість;
- Квітка: азалія — символ радості і любові;
- Маскоти: Чхан і Вон, символізують технологічний розвиток Чханвона і його незайману природу.

## Міста-побратими
Всередині країни
- Південна Корея, повіт Кохин, провінція Чолла-Намдо, Республіка Корея
- Південна Корея, повіт Хамян, провінція Кьонсан-Намдо, Республіка Корея

За кордоном
- США: Джерсі-Сіті, штат Нью-Джерсі (1986)
- КНР: Мааньшань, провінція Аньхой (1993)
- Японія: Огакі, префектура Гіфу (1985)
- Росія: Якутськ, республіка Якутія (1995)
- Казахстан: Актау, Мангістауська область.

## Уродженці
- Пхьо Йо Джін (* 1992) — південнокорейська акторка.